# Alatuncusia
Alatuncusia es un género de mariposa perteneciente a la familia Crambidae.